# رهاب الطيور
رُهاب الطيور أو خُواف الطير هو خوفٌ غير طبيعيٍ وغير منطقيٍ من الطيور، ويُعد نوعًا من الرُهاب المُحدد. قد يشير المصطلح أيضًا إلى الكره الشديد للطيور. غالبًا ما يخاف الأشخاص المصابون برُهاب الطيور من أنواعٍ معينةٍ من الطيور، مثلًا من الدجاج أو البط أو الطيور المزعجة في مناطق إنتاج الحبوب.